# Hebei Zuqiu Julebu
L'Hebei Zuqiu Julebu (河北足球俱乐部S, Héběi Zúqiú JùlèbùP), a volte tradotto come Hebei Football Club e precedentemente noto anche come Hebei China Fortune, è stata una società calcistica cinese con sede nella città di Qinhuangdao. Ha partecipato al campionato professionistico dal 2011 al 2023. Nell'aprile 2023 la società è stata dichiarata fallita.

## Denominazione
- Dal 2010 al 2014: Hebei Zhongji Zuqiu Julebu (河北中基足球俱乐部S; Hebei Zhongji Football Club)
- Dal 2015 al 2020: Hebei Huaxia Xingfu Zuqiu Julebu (河北华夏幸福足球俱乐部S; Hebei China Fortune Football Club)
- Dal 2021: Hebei Zuqiu Julebu (河北足球俱乐部S; Hebei Football Club)

## Storia
La squadra è stata fondata in data 28 maggio 2010 con il nome Hebei Yilinshanzhuang, per volontà della federazione calcistica di Hebei e dello Hebei Zhongji Group, che avrebbe investito nella squadra tre milioni di yuan nel successivo quadriennio. La nuova squadra avrebbe giocato nella China League Two, terza divisione del campionato locale. Il 17 ottobre 2011, la cooperazione tra la federazione di Hebei e l'Hebei Zhongji Group è stata terminata e il club è diventato totalmente di proprietà dell'Hebei Zhongji Group, mentre i giocatori di cui il cartellino era di proprietà della federazione sono passati ad un nuovo club chiamato Hebei Youth. In vista del 2012, così, il club ha cambiato il nome in Hebei Zhongji. Nel 2013, la squadra si è guadagnata la promozione nella China League One.
Il 27 gennaio 2015, il club ha cambiato nome in Hebei Huaxia Xingfu Zuqiu Julebu a seguito dell'acquisto da parte di China Fortune Land Development Co., Ltd: lo stesso giorno, il serbo Radomir Antić è stato nominato nuovo allenatore.
Il 26 aprile 2018 viene annunciata una partnership della durata di 5 anni con lo Schalke 04 dove la società tedesca si prenderà cura della strategia di crescita delle giovanili dell'Hebei Fortune con lo scopo di sviluppare i giovani talenti cinesi usando come modello il coaching della Bundesliga.
Il 3 novembre 2021 viene reso noto dal giocatore Lei Tenglong che la squadra è in una gravissima situazione finanziaria, così grande da cessare le operazioni di ufficio e sospendere l'allenamento delle sue squadre giovanili nel mese di ottobre. Dopo queste dichiarazioni, anche lo Schalke 04 fa sapere che la partnership tra i due club rischia di concludersi prima del 2022, anno del termine ufficiale, sempre per motivi finanziari del club.
Il 15 febbraio 2023, il presidente del club Meng Jing è stato arrestato con l'accusa di crimini illegali. Di fronte a difficoltà operative, la squadra dell'Hebei ha rinunciato alla partecipazione al campionato professionistico nel 2023 e di riorganizzato il club per partecipare alla Chinese Champions League. Il 29 marzo, la Federcalcio cinese e la Confederazione calcistica cinese hanno annunciato che la squadra dell'Hebei non aveva superato l'ammissione alla League One nella nuova stagione ed è stata cancellata dalla registrazione del campionato professionistico il 6 aprile. Tuttavia, il club mantiene ancora il livello di formazione giovanile per partecipare alle competizioni giovanili.

## Palmarès

### Altri piazzamenti
- China League One:

Secondo posto
- China League Two:

Secondo posto